# Stalobelus sinuosus
Stalobelus sinuosus är en insektsart som beskrevs av William Lucas Distant. Stalobelus sinuosus ingår i släktet Stalobelus och familjen hornstritar. Inga underarter finns listade i Catalogue of Life.